# Itame perornata
Itame perornata là một loài bướm đêm trong họ Geometridae.